# (Hey You) The Rock Steady Crew
(Hey You) The Rock Steady Crew is de debuutsingle van de Rock Steady Crew, afkomstig van het debuutalbum Ready for Battle uit 1983. In oktober dat jaar werd het nummer op single uitgebracht.

## Achtergrond
De plaat werd een hit in Europa en Oceanië. In het Verenigd Koninkrijk behaalde de plaat de 6e positie in de UK Singles Chart. In Ierland werd de 5e positie bereikt, Zweden de 2e Zwitserland de 4e, Oostenrijk de 7e, Duitsland de 6e, Australië de 33e en Nieuw-Zeeland de 5e positie.
In Nederland was de plaat op vrijdag 21 oktober 1983 Veronica Alarmschijf op Hilversum 3 en werd mede hierdoor een gigantische hit in de destijds drie landelijke hitlijsten op de nationale publieke popzender. De plaat bereikte de nummer 1-positie in zowel de Nederlandse Top 40, Nationale Hitparade als de TROS Top 50. In de Europese hitlijst op Hilversum 3, de TROS Europarade, werd de 9e positie behaald.
In België bereikte de plaat de nummer 1-positie in zowel de voorloper van de Vlaamse Ultratop 50 als de Vlaamse Radio 2 Top 30. In Wallonië werd géén notering behaald.

## Hitnoteringen
| Hitlijst (1983)                    | Hoogste positie |
| ---------------------------------- | --------------- |
| Nederlandse Top 40                 | 1               |
| Irish Singles Chart                | 5               |
| UK Singles Chart                   | 6               |
| Hitlijst (1984)                    | Hoogste positie |
| U.S. Billboard Hot Dance Club Play | 38              |
| Austrian Singles Chart             | 7               |
| Norwegian Singles Chart            | 6               |
| Swedish Singles Chart              | 2               |
| Swiss Singles Chart                | 4               |

### Nederlandse Top 40
| Hitnotering: 29-10-1983 t/m 21-01-1984 | Hitnotering: 29-10-1983 t/m 21-01-1984 | Hitnotering: 29-10-1983 t/m 21-01-1984 | Hitnotering: 29-10-1983 t/m 21-01-1984 | Hitnotering: 29-10-1983 t/m 21-01-1984 | Hitnotering: 29-10-1983 t/m 21-01-1984 | Hitnotering: 29-10-1983 t/m 21-01-1984 | Hitnotering: 29-10-1983 t/m 21-01-1984 | Hitnotering: 29-10-1983 t/m 21-01-1984 | Hitnotering: 29-10-1983 t/m 21-01-1984 | Hitnotering: 29-10-1983 t/m 21-01-1984 | Hitnotering: 29-10-1983 t/m 21-01-1984 | Hitnotering: 29-10-1983 t/m 21-01-1984 | Hitnotering: 29-10-1983 t/m 21-01-1984 |
| Week                                   | 1                                      | 2                                      | 3                                      | 4                                      | 5                                      | 6                                      | 7                                      | 8                                      | 9                                      | 10                                     | 11                                     | 12                                     |                                        |
| -------------------------------------- | -------------------------------------- | -------------------------------------- | -------------------------------------- | -------------------------------------- | -------------------------------------- | -------------------------------------- | -------------------------------------- | -------------------------------------- | -------------------------------------- | -------------------------------------- | -------------------------------------- | -------------------------------------- | -------------------------------------- |
| Nummer                                 | 17                                     | 5                                      | 3                                      | 2                                      | 1                                      | 1                                      | 1                                      | 1                                      | 2                                      | 9                                      | 26                                     | 40                                     | uit                                    |

### Nationale Hitparade
| Hitnotering: 05-11-1983 t/m 21-01-1984 | Hitnotering: 05-11-1983 t/m 21-01-1984 | Hitnotering: 05-11-1983 t/m 21-01-1984 | Hitnotering: 05-11-1983 t/m 21-01-1984 | Hitnotering: 05-11-1983 t/m 21-01-1984 | Hitnotering: 05-11-1983 t/m 21-01-1984 | Hitnotering: 05-11-1983 t/m 21-01-1984 | Hitnotering: 05-11-1983 t/m 21-01-1984 | Hitnotering: 05-11-1983 t/m 21-01-1984 | Hitnotering: 05-11-1983 t/m 21-01-1984 | Hitnotering: 05-11-1983 t/m 21-01-1984 | Hitnotering: 05-11-1983 t/m 21-01-1984 | Hitnotering: 05-11-1983 t/m 21-01-1984 | Hitnotering: 05-11-1983 t/m 21-01-1984 |
| Week                                   | 1                                      | 2                                      | 3                                      | 4                                      | 5                                      | 6                                      | 7                                      | 8                                      | 9                                      | 10                                     | 11                                     | 12                                     |                                        |
| -------------------------------------- | -------------------------------------- | -------------------------------------- | -------------------------------------- | -------------------------------------- | -------------------------------------- | -------------------------------------- | -------------------------------------- | -------------------------------------- | -------------------------------------- | -------------------------------------- | -------------------------------------- | -------------------------------------- | -------------------------------------- |
| Nummer                                 | 15                                     | 4                                      | 3                                      | 1                                      | 1                                      | 1                                      | 1                                      | 3                                      | 4                                      | 16                                     | 18                                     | 27                                     | uit                                    |

### TROS Top 50
Hitnotering: 27-10-1983 t/m 19-01-1984. Hoogste notering: nr. 1 (4 weken).

### TROS Europarade
Hitnotering: 06-11-1983 t/m 15-01-1984. Hoogste notering: nr. 9 (1 week).

### Vlaamse Radio 2 Top 30
Hitnotering: 12-11-1983 t/m 21-01-1984. Hoogste notering: nr. 1 (1 week).